# Цхинвальская исправительная колония
Цхинва́льская исправи́тельная коло́ния (Исправительная колония УИН МЮ Республики Южная Осетия) — единственное исправительное учреждение Южной Осетии, сочетающее функции исправительной колонии общего и строгого режима, а также следственный изолятор.
Здание колонии изначально построено как следственный изолятор в 1930-е годы и стало использоваться как тюрьма после провозглашения Южной Осетией независимости в результате грузино-осетинского конфликта. Исправительное учреждение рассчитано на 83 места, по состоянию на август 2016 года в нём содержалось 37 осуждённых и двое подследственых.
Во исполнение двустороннего договора между Южной Осетией и Российской Федерацией, граждане Южной Осетии могут передаваться из российских колоний в юго-осетинскую для отбывания наказания. Первого осуждённого передали из Камчатского края в 2016 году. Из 400 отбывающих наказание в России граждан ЮО только 32 подали заявления на перевод, из них большинство не были одобрены российскими судами из-за наличия задолженностей или по другим причинам. Всего с 2014 года, когда договор был подписан, по состоянию на конец 2019 года из РФ в ЮО передали двоих заключённых.
Заключенные цхинвальской колонии неоднократно объявляли голодовки, требуя улучшения условий: расширения территории для прогулок, увеличения времени для прогулок, улучшения медицинского обслуживания. В 2017 году за протестом заключенных последовала смена руководства учреждения и разъяснения министра юстиции (в частности, содержание осуждённых общего и строгого режима в одном помещении объяснили ремонтом в колонии). Осенью 2019 года один из таких протестов закончился массовым избиением арестантов сотрудниками силовых структур. Обсуждение этого случая в парламенте республики привело к началу процедуры вынесения вотума недоверия министрам юстиции и МВД, но впоследствии этот процесс был сорван отзывом подписей депутатов партии большинства.
Условия содержания в колонии улучшились с окончанием капитального ремонта колонии в 2019 году. При этом министр юстиции Залина Лалиева описала прежние условия как «ужасные», а новые — как «комфортные». Среди прочих изменений, разделение общего и строгого режимов, открытие новой столовой.
Одним из самых громких случаев побега из Цхинвальской колонии стал побег в феврале 2012 года пятерых заключённых, находившихся в одной камере. Трое из них отбывали срок за разбойное нападение. После этого случая тюрьма была оборудована современной системой видеонаблюдения.